# 부경항
부경항은 경상북도 영덕군 남정면 부경리에 있는 어항이다. 1973년 10월 16일 지방어항으로 지정하여 관리하고 있다. 시설관리자는 영덕군수이다.

## 어항 연혁
- 1973년 경상북도 제2종 어항으로 지정되었으며, 2009년까지 방파제 265m를 축조하였다.

## 어항 구역
본 항의 어항구역은 다음과 같다.
- 수역: 방파제 북측 돌출암으로에서 남측으로 330m 나간후 서측으로 공지와 연결하는 선내 공유수면

## 어항 시설
- 동방파제 265m, 물양장 120m

## 개발 계획
- 동방파제 340m, 남방파제 70m, 물양장 110m, 선양장 20m, 호안 120m

## 주요 어종
- 가자미, 오징어, 전복, 해삼, 대게, 미역